# Дано Пантић
Дано Пантић (2. март 1972) бивши је српски џудиста, освајач медаље на Европском првенству и учесник олимпијских игара. Џудо је почео да тренира као деветогодишњак у клубу Академик. На првенству Југославије 1991. остварио је изненађење када је као јуниор победио на државном првенству Ивана Тодорова, петоструког узастопног првака државе. На Европском првенству 1992. освојио је седмо место. Исте године као двадесетогодишњак учествовао је на Олимпијским играма у Барселони у категорији до 95 кг и остварио једну победу. Универзитетски првак света постао је 1996. На Европском првенству 1997. у белгијском Остендеу освојио је бронзану медаљу, а на Светском првенству био је седми што му је најбољи пласман на овом такмичењу. На Медитеранским играма у Барију такође је био бронзани. Изабран је међу десет најбољих спортиста Југославије 1997, а 1992. је проглашен најбољим спортистом Никшића и Црне Горе. Једанаест пута је освајао првенство државе у својој категорији и четири пута у апсолутној категорији. Обављао је функцију селектора Србије и Црне Горе од 2003. до 2006. и још две године функицију селектора Србије. Најзначајних успех док је био селектор остварен је 2007. године на Европском првенству када је Милош Мијалковић освојио сребрну медаљу.
Завршио је Факултет за физичко васпитање у Београду где и живи. Ожењен је и има двоје деце. Због постигнутих спортских резултата носилац је националног признања Републике Србије.